# Ascension Island Football League
Die Ascension Island Football League ist die höchste Spielklasse im Fußball auf Ascension. Sie wird von der Ascension Island Football Association seit mindestens 1950 organisiert. Alles Spiele werden auf dem Fußballplatz Long Beach ausgetragen.

## Vereine (2021)
- After Eights
- Allstars
- Saints Club
- Encompass United
- Island Boyz
- 77 Angels
- 77 Devils

## Bekannte Meisterschaften
Quelle:
| Verein               | Siege | Jahre                  |
| Georgetown United FC | 4     | 1950, 1998, 2005, 2007 |
| Harts FC             | 3     | 1997, 1999, 2003       |
| Volcano Club Milan   | 3     | 2012, 2013, 2014       |
| Saint FC             | 2     | 1969, 1972             |
| Wanderes FC          | 2     | 1995, 2010             |
| IDL Rastabouts FC    | 1     | 2015                   |
| Merlin Riders FC     | 1     | 2000                   |
| RAF FC               | 1     | 1996                   |
| Rasta Rebels FC      | 1     | 2016                   |
| Retards FC           | 1     | 2011                   |
| Rockets FC           | 1     | 1961                   |
| Rovers FC            | 1     | 2002                   |